# Centaurea reichenbachii
Centaurea reichenbachii — вид квіткових рослин родини айстрових (Asteraceae). Ареал: Болгарія, Румунія, Сербія, Косово.